# Swynnerton
Swynnerton – wieś w Anglii, w hrabstwie Staffordshire. Leży 14 km na północny zachód od miasta Stafford i 212 km na północny zachód od Londynu.